# Anzegem
Anzegem ist eine Gemeinde in der Provinz Westflandern, Belgien. Die Gemeinde zählt 15.148 Einwohner (Stand 1. Januar 2024).

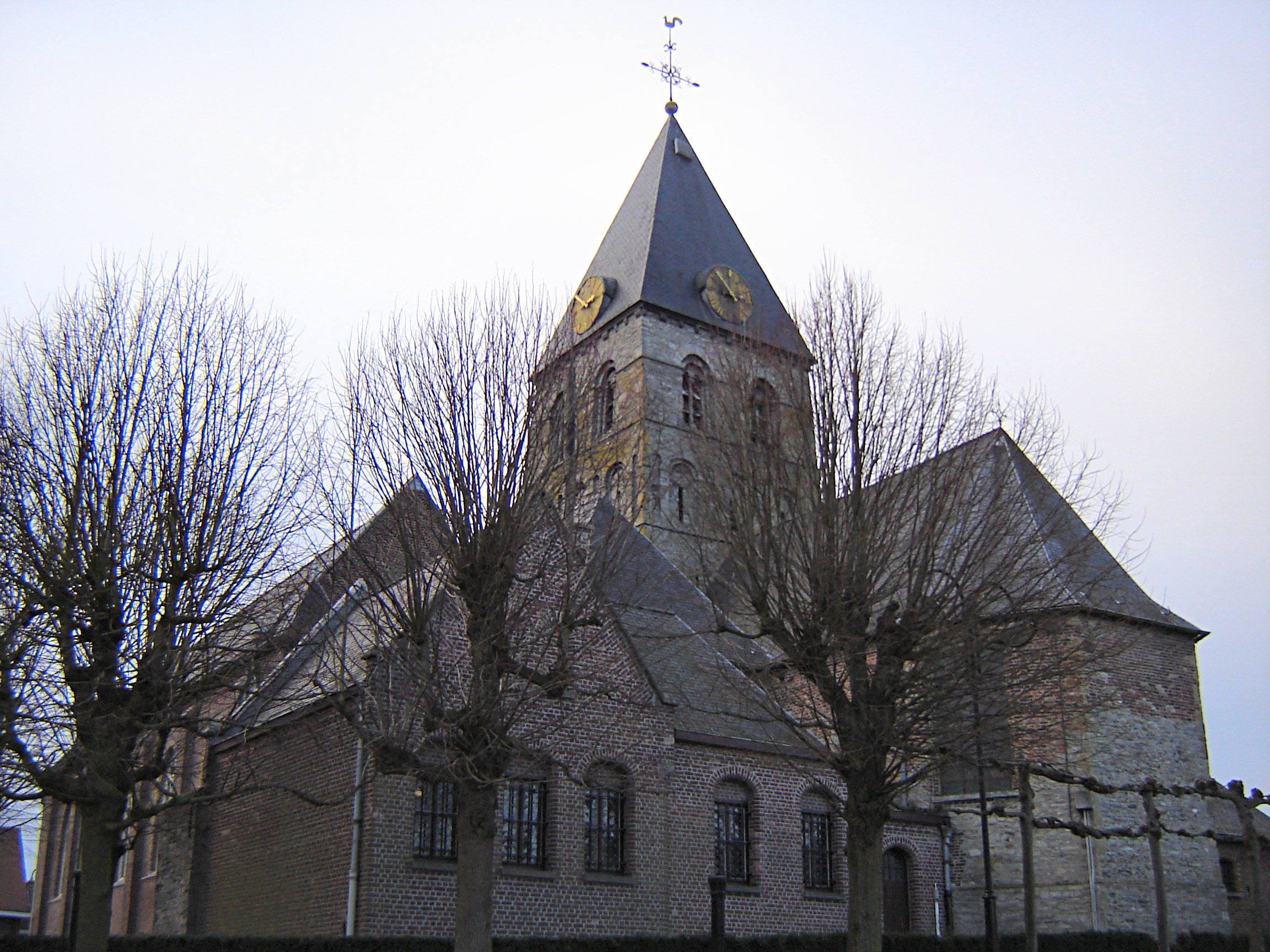
Sint-Jan-de-Doperkerk vor ihrer Zerstörung.
In der Nacht zum 16. Oktober 2014 wurde die Kirche aus dem 12. Jahrhundert durch einen Brand vollständig zerstört.

## Persönlichkeiten
- Stijn Streuvels, (1871–1969), Schriftsteller
- Henri Delmuyle (1916–1994), Radrennfahrer
- Aurèle Vandendriessche (1932–2023), Langstreckenläufer
- Julien Schepens (1935–2006), Radrennfahrer
- Romain Furnière (* 1943), Radrennfahrer